# Bucina

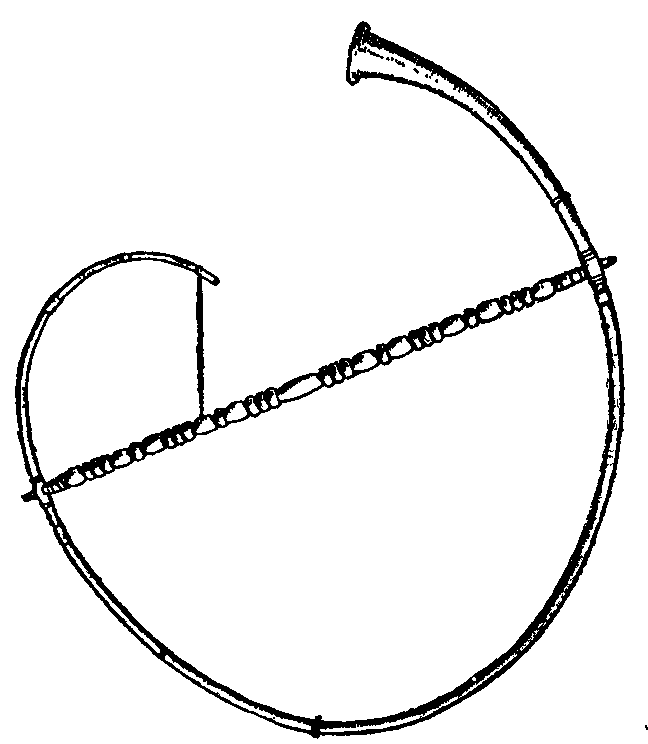
Bucina aus Pompeji

Bucina (lateinisch, auch buccina oder buccinum, „Horn, Trompete“) bezeichnete im Römischen Reich Naturhörner oder Naturtrompeten, die als militärische Signalinstrumente verwendet wurden. 

## Römische Quellen
Der Ausdruck bucina wurde von Marcus Valerius Probus ebenso wie tuba als Sammelbegriff für Blechblasinstrumente verwendet.  Spezifischer wurden Bronzetrompeten in gerader Ausführung tuba oder lituus genannt. Nach Flavius Vegetius Renatus sei die Tuba gerade und die Bucina zu einem Kreis gebogen, während das Cornu aus dem Horn des Auerochsen gefertigt sei. Schon Ovid spricht in den Metamorphosen von einer gewundenen Bucina, wobei die Windungen in seiner Beschreibung denen einer Meeresschnecke entsprechen, dem Tritonshorn. Die Bucina war das Instrument der Reiterei, wie sich aus spätrömischen Inschriften erschließen lässt. Die Bucinatoren waren in der Rangordnung der römischen Legionen den Trompetern (tubicen) und den Hornbläsern (cornicen) untergeordnet. Im Militär gebrauchte man die bucina zur Ankündigung der vier Nachtwachen und weiterer Zeitzeichen. 
Ursprünglich soll die Bucina nach der späten Aussage von Isidor von Sevilla (Etymologiae, ca. 623) das römische Hirteninstrument gewesen sein und die Plebejer zu Versammlungen zusammengerufen haben. Nach Marcus Terentius Varro sei die Bucina zur Abrichtung von Schweinen geeignet. Es handelt sich hier wohl eher um ein Schneckenhorn oder anderes Tierhorn statt um die militärische Metalltrompete, obwohl Günther Wille eine Verbindung zwischen Hirtensignal und Kriegssignalen für möglich hält. John Ziolkowski legt den Schluss nahe, dass die Bucina kein bestimmtes Instrument gewesen sei, sondern eine Funktion von Blasinstrumenten im römischen Heer.
Drei als Bucina bezeichnete Exemplare wurden in Pompeji gefunden, die im Archäologischen Nationalmuseum Neapel aufbewahrt werden.

## Spätere Verwendungen des Namens
Bucina ist mit dem arabischen Wort būq verwandt, das im Mittelalter allgemein für konische Trompeten stand und sich auch in der georgischen Metalltrompete buki überliefert hat. Aus der bucina entwickelte sich dem Namen nach über altfranzösisch buisine und mittelhochdeutsch busine die Posaune, wie sich aus Vegetius-Übersetzungen aus der Zeit der Renaissance ersehen lässt: „Bucina ist die trummet die wirt ausz and eingezogen“ (Augsburg 1534). Die Busine (buisine) war eine Langtrompete, die ab dem 12. Jahrhundert zusammen mit dem Bechertrommelpaar naqqara in französischen Schriften erwähnt wurde. Die rumänische bucium ist eine der ukrainischen trembita entsprechende lange Holztrompete. Portugiesisch buzina bedeutet „Jagdhorn“ oder „Hupe“ und spanisch bocina steht für das Wortumfeld „Hupe/Lautsprecher/Megaphon“.
Hector Berlioz verlangte für seine Messe solennelle 1824 ein Instrument namens Buccin. Es handelt sich dabei um eine Tenorposaune mit einem zum Tierkopf umgestalteten Schallbecher, die in französischen Militärkapellen von etwa 1810 bis 1845 verwendet wurde.
Ottorino Respighi setzte im Finale der sinfonischen Dichtung Pini di Roma (1924) nachgebaute römische Bucinen ein. Außerdem verwendet Riccardo Zandonai in seiner Oper Francesca da Rimini Bucinen in der Bühnenmusik.